# Ryo Takano
Ryo Takano (født 13. november 1994) er en japansk fodboldspiller, som spiller for den japanske fodboldklub Yokohama F. Marinos.